# Villelongue-d'Aude
Villelongue-d'Aude là một xã của Pháp, nằm ở tỉnh Aude trong vùng Occitanie.
Người dân địa phương trong tiếng Pháp gọi là Villelonguais.

## Hành chính
| Danh sách các xã trưởng                |           |                |      |         |
| Giai đoạn                              | Giai đoạn | Tên            | Đảng | Tư cách |
| tháng 3 năm 2001                       | 2008      | Régis Capdepon |      |         |
| tháng 3 năm 2008                       | 2014      | Henry Pesteil  |      |         |
| Tất cả các dữ liệu trước đây không rõ. |           |                |      |         |

## Thông tin nhân khẩu
| 1962                                         | 1968 | 1975 | 1982 | 1990 | 1999 |
| -------------------------------------------- | ---- | ---- | ---- | ---- | ---- |
| 245                                          | 305  | 260  | 258  | 286  | 279  |
| Số liệu từ năm 1968: Dân số không tính trùng |      |      |      |      |      |